# 安藝龜山站
34°31′02.15″N 132°29′45.24″E / 34.5172639°N 132.4959000°E
安藝龜山站（日语：／ Aki-kameyama eki */?）是日本廣島縣廣島市安佐北區龜山南二丁目的車站，屬於西日本旅客鐵道（JR西日本）可部線，於2017年3月4日開業。正式名稱決定前曾暫名「新河戶站」（新河戸駅）。
由於在可部站至三段峽站路段於2003年停駛廢止之前，距離可部站約5公里另有一同名車站，為避免混淆，新設安藝龜山站的站名前兩字改以平假名表示。

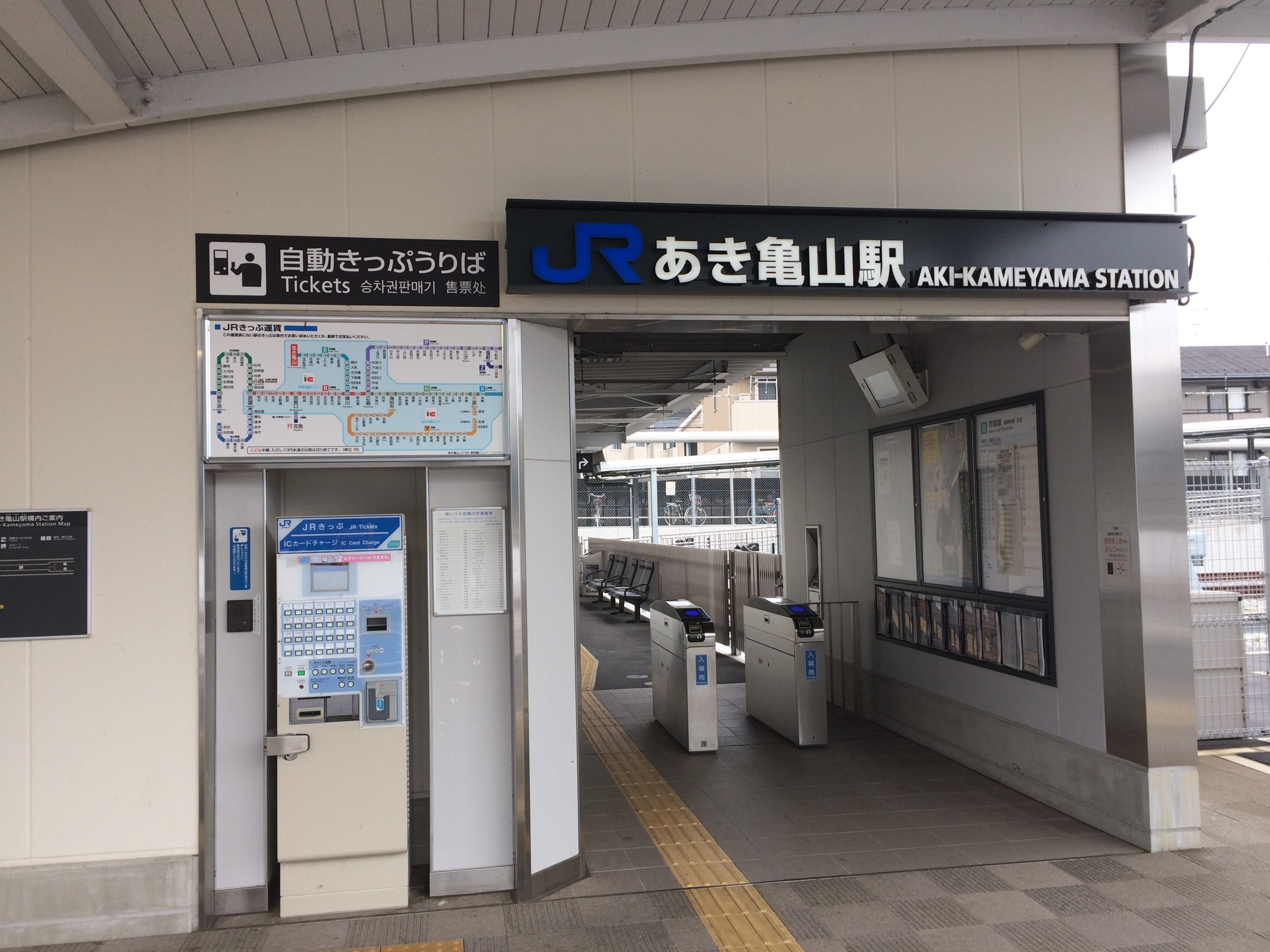
閘口（2019年2月）

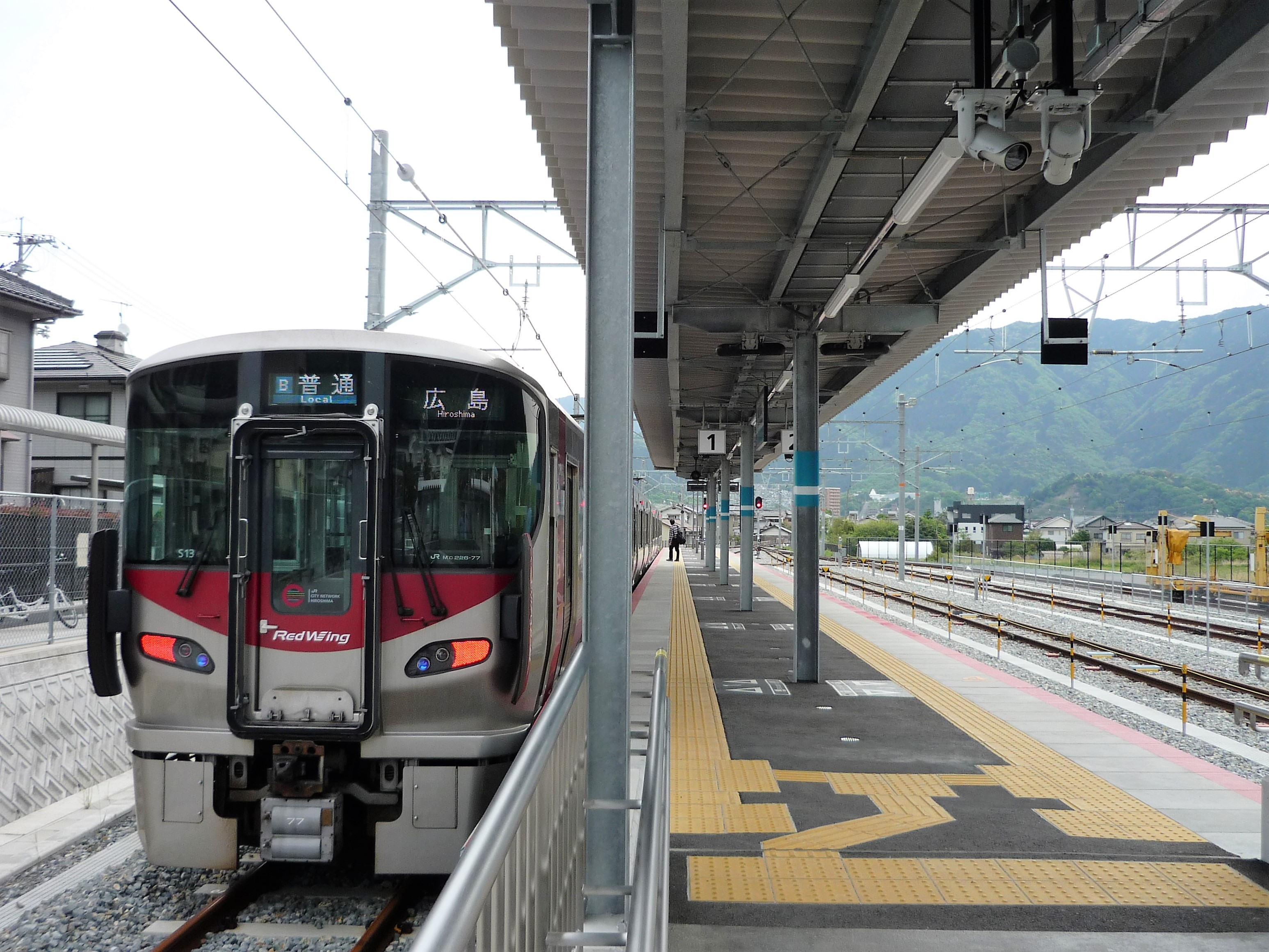
月台（2017年5月）

## 概要
設有島式月台1座，提供1面2線配置。另外兩邊月台側均各有1條側線。有效長度為4輛。而當末班列車當到達後，亦會在月台上留置至翌日清晨首班車為止。

### 月台配置
| 月台 | 路線   | 方向 | 目的地         |
| ---- | ------ | ---- | -------------- |
| 1、2 | 可部線 | 下行 | 廣島、糸崎方向 |

## 歷史
- 2014年（平成26年）
  - 2月25日 - 包含新河戶站的鐵道工程獲得國土交通大臣許可[3]。
  - 12月19日 - 由於車站建設用地的手續進行延遲，決定將開業時間延期1年至2017年春天[4]。
- 2015年（平成27年）2月6日 - 車站設計完成[5]。
- 2016年（平成28年）7月8日 - JR西日本將正式站名命名為「安藝龜山站」[6]。
- 2017年（平成29年）3月4日 - 伴隨可部線的可部站到本站的區間開通，車站開業[7]。

## 車站周邊
- 廣島市立龜山南小學校
- 廣島市立龜山中學校
- 虹山縣營住宅

## 相鄰車站
西日本旅客鐵道
 可部線
河戶帆待川－安藝龜山

## 外部連結
- （日語）JR西日本安藝龜山站官方網頁 （页面存档备份，存于）
- （日語）駅情報(あき亀山駅) （页面存档备份，存于）